# Новое (Винницкая область)
Новое (укр. Нове) — село на Украине, находится в Липовецком районе Винницкой области.
Код КОАТУУ — 0522280202. Население по переписи 2001 года составляет 8 человек. Почтовый индекс — 22510. Телефонный код — 4358.
Занимает площадь 0,279 км².

## Адрес местного совета
22520, Винницкая область, Липовецкий р-н, с. Белая, ул. Ленина, 51